# 舞風昌宏
舞風 昌宏（まいかぜ まさひろ、1976年9月21日 - ）は、青森県十和田市出身で尾車部屋に所属した元大相撲力士。本名は佐藤 昌宏（さとう まさひろ）。身長179cm、体重135kg。得意手は突き、押し。最高位は西十両10枚目（2005年1月場所）。愛称は「舞ちゃん」

## 来歴
十和田市立北園小学校5年から相撲を始め、十和田市立三本木中学校でも相撲部に所属した。中学1年生の時に巡業の先発として訪ねて来た尾車親方（元大関・琴風）が相撲部の稽古を見に来たので、道場の関係者を通じて勧誘され、3年生の夏に尾車部屋を見学に行った。中学校を卒業する前に進路を考えた時、勉強は好きではなかったのと相撲が好きだったことと、尾車親方が馴染み深い十和田市の喫茶店で出会った事も1つのきっかけとなり入門を決意した。中学校卒業と同時に尾車部屋に入門（親方は両親が教師なので中卒で入門させるとは半信半疑であったという)。1992年3月場所に初土俵を踏んだ。三段目までは順調に番付をあげて行ったが、首の故障、足首の骨折、半月板の損傷など故障が多く、長く三段目、幕下下位で低迷していた。2004年には幕下上位に定着し十両の狙える地位まで番付を上げ、2004年11月場所には東幕下5枚目で6勝1敗と勝ち越し、翌2005年1月場所に初土俵から77場所目で史上11位のスロー記録で十両に昇進した。しかし、押し相撲特有の連相撲が多く勝ち越しに王手をかけながらも千秋楽に負け越すといったこともあり、3場所十両を務めたものの勝ち越すことはできず、同年5月場所を最後に幕下に陥落した。右膝の故障もあり本来の相撲が取れず、2006年3月場所には三段目まで陥落した。しかし、三段目に陥落した翌5月場所は序盤から絶好調で、7戦全勝で三段目優勝を果たした。また、優勝はこれが初である。mixiブログで2007年3月場所限りでの引退を表明し話題を呼んだ。（3月場所は廃業後を見据えて脂肪を落としたために全敗であった。）翌5月場所9日目に正式に引退を表明した。

## 主な成績
- 生涯成績：329勝311敗21休 勝率.514
- 十両成績：19勝26敗 勝率.422
- 現役在位：92場所
- 十両在位：3場所
- 各段優勝
  - 三段目優勝：1回（2006年5月場所）

### 場所別成績
| | 一月場所 初場所（東京） | 三月場所 春場所（大阪） | 五月場所 夏場所（東京）   | 七月場所 名古屋場所（愛知） | 九月場所 秋場所（東京） | 十一月場所 九州場所（福岡） |
| --- | ----------------------- | ----------------------- | ------------------------- | --------------------------- | ----------------------- | --------------------------- |
| 1992年 （平成4年） | x                       | （前相撲）              | 西序ノ口19枚目 3–2–2      | 東序ノ口15枚目 6–1          | 東序二段81枚目 2–5      | 西序二段112枚目 4–3         |
| 1993年 （平成5年） | 東序二段79枚目 4–3      | 東序二段53枚目 4–3      | 東序二段30枚目 3–4        | 東序二段48枚目 2–5          | 東序二段78枚目 4–3      | 西序二段52枚目 5–2          |
| 1994年 （平成6年） | 東序二段22枚目 3–4      | 西序二段44枚目 4–3      | 東序二段22枚目 5–2        | 西三段目87枚目 2–5          | 西序二段19枚目 3–4      | 西序二段35枚目 3–4          |
| 1995年 （平成7年） | 西序二段54枚目 4–3      | 西序二段35枚目 4–3      | 西序二段14枚目 6–1        | 西三段目56枚目 3–4          | 西三段目75枚目 3–4      | 西三段目90枚目 3–4          |
| 1996年 （平成8年） | 西序二段11枚目 4–3      | 東三段目92枚目 5–2      | 西三段目53枚目 5–2        | 西三段目23枚目 2–5          | 西三段目48枚目 3–4      | 西三段目62枚目 4–3          |
| 1997年 （平成9年） | 東三段目47枚目 5–2      | 西三段目22枚目 1–6      | 西三段目59枚目 5–2        | 東三段目25枚目 5–2          | 東幕下59枚目 3–4        | 西三段目12枚目 3–4          |
| 1998年 （平成10年） | 東三段目28枚目 5–2      | 西三段目3枚目 2–5       | 東三段目27枚目 3–4        | 東三段目43枚目 4–3          | 西三段目27枚目 5–2      | 東三段目3枚目 5–2           |
| 1999年 （平成11年） | 西幕下42枚目 2–5        | 東三段目筆頭 3–4        | 西三段目19枚目 3–4        | 西三段目30枚目 5–2          | 西三段目3枚目 4–3       | 西幕下56枚目 6–1            |
| 2000年 （平成12年） | 東幕下28枚目 2–5        | 東幕下47枚目 1–6        | 東三段目10枚目 3–4        | 西三段目30枚目 3–4          | 西三段目45枚目 5–2      | 東三段目16枚目 5–2          |
| 2001年 （平成13年） | 東幕下54枚目 4–3        | 西幕下45枚目 4–3        | 西幕下37枚目 3–4          | 西幕下48枚目 6–1            | 東幕下20枚目 4–3        | 西幕下18枚目 5–2            |
| 2002年 （平成14年） | 東幕下10枚目 4–3        | 東幕下8枚目 2–5         | 東幕下18枚目 2–2–3        | 東幕下34枚目 休場 0–0–7     | 東幕下34枚目 2–5        | 西幕下50枚目 5–2            |
| 2003年 （平成15年） | 東幕下33枚目 5–2        | 西幕下20枚目 4–3        | 東幕下15枚目 3–4          | 西幕下22枚目 4–3            | 東幕下18枚目 3–4        | 東幕下27枚目 5–2            |
| 2004年 （平成16年） | 西幕下12枚目 5–2        | 東幕下5枚目 4–3         | 西幕下筆頭 3–4            | 西幕下4枚目 4–3             | 東幕下2枚目 3–4         | 東幕下5枚目 6–1             |
| 2005年 （平成17年） | 西十両10枚目 6–9        | 東十両14枚目 7–8        | 西十両14枚目 6–9          | 西幕下筆頭 3–4              | 東幕下4枚目 1–6         | 西幕下26枚目 3–4            |
| 2006年 （平成18年） | 東幕下35枚目 0–5–2      | 東三段目11枚目 3–4      | 西三段目27枚目 優勝 7–0   | 西幕下18枚目 3–4            | 東幕下27枚目 4–3        | 東幕下21枚目 3–4            |
| 2007年 （平成19年） | 西幕下26枚目 2–5        | 東幕下46枚目 0–7        | 西三段目24枚目 引退 0–0–7 | x                           | x                       | x                           |
| 各欄の数字は、「勝ち-負け-休場」を示す。 優勝 引退 休場 十両 幕下 三賞：敢=敢闘賞、殊=殊勲賞、技=技能賞 その他：★=金星 番付階級：幕内 - 十両 - 幕下 - 三段目 - 序二段 - 序ノ口 幕内序列：横綱 - 大関 - 関脇 - 小結 - 前頭（「#数字」は各位内の序列） |                         |                         |                           |                             |                         |                             |

## 改名歴
- 佐藤 昌宏（さとう まさひろ）1992年3月場所
- 舞風 昌宏（まいかぜ-）1992年5月場所 - 2007年5月場所